# Quetteville
Quetteville é uma comuna francesa na região administrativa da Normandia, no departamento Calvados. Estende-se por uma área de 10,52 km². Em 2010 a comuna tinha 388 habitantes (densidade: 36,9 hab./km²).